# Olavi Rokka
Olavi Rokka (Viipuri, 9 de agosto de 1925 – Hyvinkää, 21 de diciembre de 2011) fue un pentatleta olímpico, que se colgó el bronce en los Juegos Olímpicos de Helsinki.
En 1952 participó en Juegos Olímpicos de Helsinki, donde disputó dos pruebas del programa de pentatlón moderno. Junto a Olavi Mannonen y Lauri Vilkko ganó la medalla de bronce en la competición por equipos, mientras en la competición individual fue decimotercero. 